# Nenasycená vazba

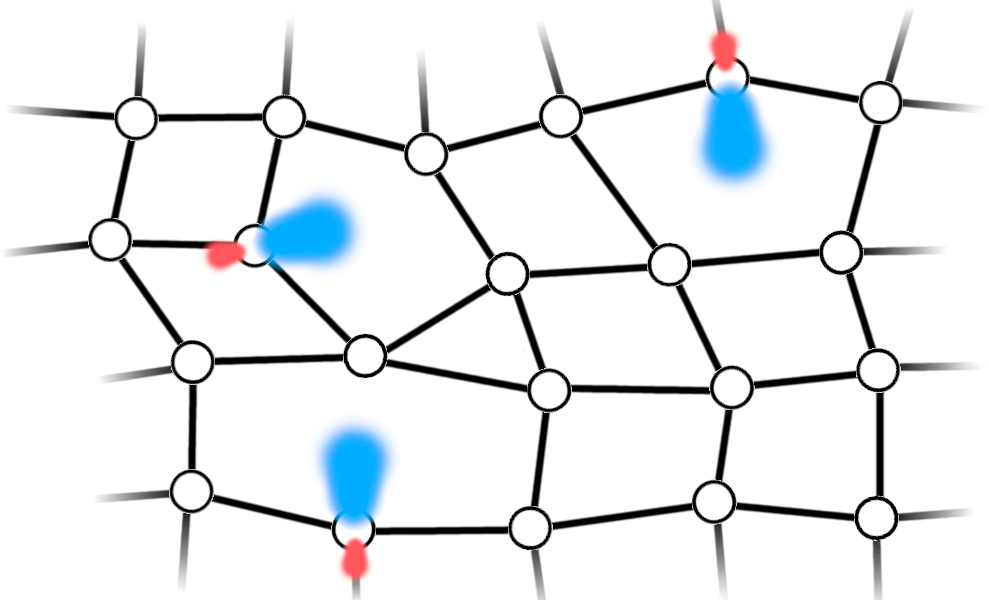
Nenasycená vazba

V chemii je nenasycená vazba (visící vazba) neuspokojená valence na imobilizovaném atomu . Atom s nenasycenou vazbou je také označován jako imobilizovaný volný radikál nebo imobilizovaný radikál, což je odkaz na jeho strukturní a chemickou podobnost s volným radikálem .
Aby získal dostatek elektronů k naplnění jejich valenčních obalů (viz také pravidlo oktetu ), mnoho atomů vytvoří kovalentní vazby s jinými atomy. V nejjednodušším případě, v případě jednoduché vazby, dva atomy každý přispívají jedním nepárovým elektronem a výsledný pár elektronů je mezi nimi sdílen. Atomy, které mají příliš málo vazebných partnerů, aby uspokojily jejich valence a které mají nepárové elektrony, se nazývají „ volné radikály “; tak často jsou molekuly obsahující takové atomy. Když volný radikál existuje v imobilizovaném prostředí (například v pevné látce), označuje se jako „imobilizovaný volný radikál“ nebo „nenasycená vazba“.
Volné i imobilizované radikály vykazují velmi odlišné chemické vlastnosti než atomy a molekuly obsahující pouze úplné vazby. Obecně jsou extrémně reaktivní . Imobilizované volné radikály, stejně jako jejich mobilní protějšky, jsou vysoce nestabilní, ale získávají určitou kinetickou stabilitu kvůli omezené pohyblivosti a sterické zábraně . Zatímco volné radikály mají obvykle krátkou životnost, imobilizované volné radikály často vykazují delší životnost kvůli tomuto snížení reaktivity.
Některé allotropy křemíku, jako je amorfní křemík, vykazují vysokou koncentraci nenasycených vazeb. Kromě základního zájmu jsou tyto nenasycené vazby důležité při provozu moderních polovodičových zařízení . Je dobře známo, že vodík zaváděný do křemíku během procesu syntézy nahrazuje nenasycené vazby, stejně jako jiné prvky, jako je kyslík.
Ve výpočetní chemii nenasycená vazba obecně představuje chybu ve vytváření struktury, ve které je atom neúmyslně nakreslen s příliš malým počtem vazebných partnerů nebo je vazba omylem nakreslena s atomem pouze na jednom konci.